# Kent Beck
Kent Beck, nacido el 31 de marzo de 1961, es ingeniero de software estadounidense, uno de los creadores de las metodologías de desarrollo de software de programación extrema (eXtreme Programming o XP) y el desarrollo guiado por pruebas (Test-Driven Development o TDD), también llamados metodología ágil. Beck fue uno de los 17 firmantes originales del Manifiesto Ágil en 2001.
Beck posee un máster en ciencias en el área de ciencias de la computación de la Universidad de Oregón.

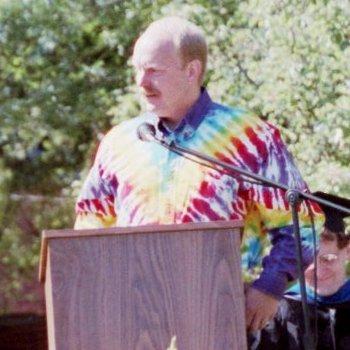
Kent Beck hablando en una graduación de estudiantes.

Fue pionero en patrones de diseño de software, el redescubrimiento del test-driven development, así como también de la aplicación comercial de Smalltalk. Con Ward Cunningham popularizó la metodología de tarjetas CRC, y con Erich Gamma el framework de pruebas unitarias para Java conocido como JUnit.
Kent vive en Medford, Oregón y actualmente trabaja para Facebook.

## Historia
Kent Beck estudió en la Universidad de Oregón entre 1979 y 1998, donde obtuvo una licenciatura y una maestría en Ciencias de la computación. 
En 1996 fue contratado por Chrysler para trabajar en su sistema de compensación exhaustiva, Kent Beck, a su vez, trajo a trabajar consigo a Ron Jeffries. En marzo de 1996 estimaron que el sistema sería entregado un año después. En 1997, el equipo de desarrollo adoptó una nueva forma de trabajo la cual es conocida hoy en día como Programación Extrema. Con dicha metodología de trabajo el objetivo de entregar el sistema en un año se consiguió.

## Publicaciones

### Libros
- 1996. Smalltalk, patrones para mejores prácticas (Smalltalk Best Practice Patterns). Prentice Hall.  (ISBN 978-0134769042, ISBN 0-13-476904-X)
- 1996. Guía de Kent Beck para el mejor Smalltalk: Una colección ordenada (Kent Beck's Guide to Better Smalltalk: A Sorted Collection). Cambridge University Press. (ISBN 978-0521644372)
- 1999. Programación eXtrema explicada: Aceptando el cambio (Extreme Programming Explained: Embrace Change). Addison-Wesley. Ganador de los Premio Jolt a la productividad. (ISBN 978-0321278654, ISBN 84-7829-055-9)
- 2000. Planificando la Programación eXtrema (Planning Extreme Programming). Escrito junto con Martin Fowler. Addison-Wesley. (ISBN 978-0201710915, ISBN 0-201-71091-9)
- 2002. Desarrollo guiado por pruebas: Mediante Ejemplos (Test-Driven Development: By Example). Addison-Wesley.  Ganador de los Premio Jolt a la productividad. (ISBN 978-0321146533, ISBN 0-321-14653-0)
- 2003. Contribuyendo con Eclipse: Principios, patrones, y extenciones (Contributing to Eclipse: Principles, Patterns, and Plugins). Escrito junto con Erich Gamma. Addison-Wesley. (ISBN 978-0321205759)
- 2004. Guía de bolsillo de JUnit (JUnit Pocket Guide). O'Reilly. (ISBN 978-0596007430)
- 2005. Programación eXtrema explicada: Aceptando el cambio, 2.ª Edición (Extreme Programming Explained: Embrace Change, 2nd Edition). Escrito junto con Cynthia Andres. Addison-Wesley. Completamente reescrita. (ISBN 978-0201616415)
- 2008. Patrones de Implementación (Implementation Patterns). Addison-Wesley.  (ISBN 978-0321413093)

### Ensayos
- 1987. "Usando patrones de lenguaje para programas orientados a objeto". Escrito junto con Ward Cunningham. OOPSLA'87.
- 1989. "Un laboratorio paraenseñar a pensar orientación a objetos". Escrito junto con Ward Cunningham. OOPSLA'89.
- 1989. "Pruebas simples para Smalltalk: Con patrones". Orígenes de los frameworks xUnit.